# Mancur Olson
Mancur Lloyd Olson Jr. (Grand Forks, 1932. január 22. – 1982. február 19.) amerikai közgazdász és politikatudós. Jelentős hatása volt az intézményi közgazdaságtan fejlődésére. Kutatási területe volt a magántulajdon, az adózás, a közjavak, a kollektív fellépés és a szerződési jogok és, hogy ezeknek milyen hatásuk van a gazdasági fejlődésre. 

## Oktatás és karrier
Olson az Észak-Dakotai Állami Egyetemen diplomázott és majd Rhodes-ösztöndíjat kapott az oxfordi University Collegeon. PhD képzését a Harvardon fejezte be 1963-ban.
Első munkahelye egy tanársegédi hely volt a Princetoni Egyetemen. Ezt követően két évig egészségügyi, oktatási és jóléti helyettes titkárként dolgozott Washingtonban. 1969-ben elhagyta a kormányt, és a Marylandi Egyetemen tanított egészen haláláig.

## Örökség

### Akadémiai pályája
Első könyvében, A kollektív cselekvés logikája: Közjavak csoportelméletben (1965) szerint az ösztönzi az embereket, hogy csoportosan cselekedjenek; a nagy csoportok tagjai csak akkor járnak el közös érdeknek megfelelően, ha a személyes haszon (gazdasági, társadalmi stb.) motiválja őket. Míg a kis csoportok képesek a közös célok elérésére, a nagy csoportok csak akkor működnek együtt, ha az egyes tagok kellően motiváltak. 
1982-ben kibővítette korábbi munkásságának elemzési területét megkísérelve elmagyarázni A nemzetek felemelkedése és hanyatlása (1982) mibenlétét. Állítása szerint az olyan érdekcsoportok, mint a gyapottermelők, az acélgyártók és a szakszervezetek, ösztönzést kapnak arra, hogy lobbicsoportokat hozzanak létre a számukra kedvező szabályozás elérése érdekében. Ezen a politikák általában protekcionista jelleget mutatnak, ami káros lehet a teljes nemzetgazdaságok növekedésére nézve. Az ilyen politikák előnyei általában koncentráltan jelentkeznek, költségei azonban eloszlanak a teljes lakosság körében, így a közvélemény nem érzékelve a költségeket csekély ellenállsát mutat ezek felé. Azonban ha ezen érdekcsoportok és az általuk által kilobbizott szabályozások megszaporodnak, akkor az általuk terhelt nemzetek gazdasági hanyatlásba esnek.
Olson utolsó könyvében: Hatalom és jólétben (2000) megkülönböztette a különböző kormányzati típusok gazdasági gyakorolt hatásait. Művében megkülönböztette a zsarnokságot, az anarchiát és a demokráciát . Ezen művében akkép érvelt, hogy az anarchia, mint "kószáló bandita" csak lopásra és pusztításra ösztönözi társadaom tagjait. A zsarnokságot egy "letelepedett bandita" képével azonosítja, mely ösztönözve van arra, hogy bizonyos fokú gazdasági sikereket mozdítson elő, mivel arra számít, hogy elég hosszú ideig hatalmon marad ahhoz, hogy részesüljön annak sikereiből. A szemléltetett "letelepedett bandita" éárdekeltsége által elkezdi betölteni a kormányzati feladatokat, vagyis a az állampolgárok és vagyonuk védelmét feladatának kezdi tekinteni ellenséges "kószáló banditákkal" szemben. Tehát előtérbe kerül a kiszámíthatóság és a stabilizáció. A "kószálóból" "letelepedetté" váló banditákban Olson a civilizáció magvait látja. Úgy véli, hogy ezen változás kövezi ki az utat a demokrácia felé, amely azáltal, hogy hatalmat ad azoknak, akik igazodnak a lakosság kívánságaihoz, javítja a jó kormányzás ösztönzőit.  Olson munkássága a "kóborló" és "letelepedett banditákkal" kapcsolatban nagy hatássaé bírt a hadúrállamokban és a társadalmakban felépített politikai és gazdasági rend elemzésében.

### Szakpolitikai tevékenysége
Annak érdekében, hogy ötleteit a döntéshozók tudomására hozza, Olson megalapította az Informális Szektor Intézményi Reformjáért Központot ("IRIS Center"), amelyet az USAID (Egyesült Államok Nemzetközi Fejlesztési Ügynöksége) finanszírozott. A marylandi egyetemei központtal bíró intézmény a szellemi alapokat igyekezett biztosítani az USAID által azon volt kommunista államokban végzett jogi és gazdasági reformprojektek számára, amelyek megpróbáltak áttérni a piacvezérelt demokratikus, jogállamiságú kormányzati formákra. Ezn intézmény különösen aktív volt Kelet- és Közép-Európában, valamint a volt Szovjetunió utódállamaiban. Az intézmény ezen jellegű munkásságán túl még kiemelésre érdemes, hogy ők szervezték meg az 1990-es években Frankofón-Afrikában a korrupcióról szóló konferenciát, holott az ekkor még kifejezetten tabunak számított.
A szervezet Olsont túlélve, alapítója halála után óta továbbra is működik. 

## Emlékezete
Olson hozzájárulásának honorálása végett az Amerikai Politikatudományi Egyesület megalapította az Olson-díjat.

## Magyarul
- A kollektív cselekvés logikája; vál., ford. Csontos László; MM Marxizmus-leninizmus Oktatási Főosztály, Bp., 1982 (Szociológiai füzetek)
- Nemzetek felemelkedése és hanyatlása. Gazdasági növekedés, stagfláció és társadalmi korlátok; ford. Köbli József; Közgazdasági és Jogi, Bp., 1987

## Fordítás
- Ez a szócikk részben vagy egészben  a   Mancur Olson című angol Wikipédia-szócikk ezen változatának fordításán alapul.  Az eredeti cikk szerkesztőit annak laptörténete sorolja fel. Ez a jelzés csupán a megfogalmazás eredetét és a szerzői jogokat jelzi, nem szolgál a cikkben szereplő információk forrásmegjelöléseként.